# Намербах
Намербах (нем. Nahmerbach) — река в Германии, протекает по районам Меркиш и Хаген в округе Арнсберг земли Северный Рейн — Вестфалия. Левый приток Ленне. Длина реки равна 11,1 километра, площадь водосбора — 25,948 км².
Начинается у деревни Вальдштюк на высоте около 445 метров, течёт на запад через селение Брейншейдер-Мюле, затем поворачивает на север. Пересекает деревню Ламен-Хазен и городок Намер. Впадает в Ленне на расстоянии 10,4 км от её устья в Хоэнлимбурге на высоте около 120 метров над уровнем моря.
Речной индекс — 276698.

## Притоки
Объекты перечислены по порядку от устья к истоку.
- 2,4 км: Ниммер-Бах (лв[2], длина — 4,4 км[1])
- 3,4 км: Вёрденер-Бах(пр[2], длина — 2,9 км[1])
- 6,3 км: Лангеншейдер-Бах(пр[2], длина — 2,8 км[1])
- 7 км: Хемекебах (пр[2], длина — 1,4 км[1])
- 9,1 км: Бренншейдер-Бах (пр[2], длина — 1,6 км[1])
- 9,4 км: Мезекендалер-Бах (лв[2], длина — 2,7 км[1])